# 屋代秀正
屋代 秀正（やしろ ひでまさ）は、安土桃山時代から江戸時代前期にかけての武将。

## 略歴
室賀満正（屋代正国の弟）の四男として誕生。天正3年（1575年）の長篠の戦いで正国の養嗣子であった兄の正長が戦死したため、秀正が正国の婿養子となり天正4年（1576年）に家督を譲られて武田勝頼の家臣となる。
天正10年（1582年）に武田氏が滅ぶと織田信長配下の森長可、次いで上杉景勝に仕え、屋代と塩崎、八幡、戸倉、上山田、坂城に至る広域を所領とした。さらに海津城代の山浦景国の与力として副将格の厚遇を景勝からは受けていた。天正壬午の乱においては同年6月に上杉景勝麾下の「梶田」（不詳）と共に小笠原洞雪斎を擁立して木曾義昌から深志城（松本城）を奪還し筑摩・安曇両郡を掌握する。
徳川家康が信濃国に侵攻してくると深志城を奪われ、これに内応し荒砥城に篭るが上杉氏に追われて逃亡し所領を失う。その後は川中島の海津城に在城していたが、「長野県立歴史館所蔵文書」「屋代秀正覚書」によれば、天正12年（1584年）4月1日に実弟の満俊と連携し、一族を引き連れて出奔し徳川方に属する。秀正の出奔の時期は従来天正11年と推定されていたが、1982年（昭和57年）に発見された屋代家文書により、天正12年に修正された。
以後は徳川氏の武将となり、慶長19年（1614年）からの大坂の陣では徳川軍の旗奉行を務めた。
元和8年（1622年）、徳川秀忠の命令で秀忠の次男・忠長付の家老に任じられ甲府藩の小諸城代となるが翌年に死去した。享年66。家督は子の忠正が継いだ。墓所は山梨県北杜市明野町上神取の勝永寺。

## 系譜
- 父：室賀満正（?-1582）
- 母：不詳
- 養父：屋代正国（1520-1582?）
- 正室：屋代正国娘
  - 長男：屋代忠正（1594-1662）
- 生母不明の子女
  - 長女：室賀久大夫正室
  - 女子：称光院 - 松平重則正室
  - 女子：小尾重正正室
  - 次男：室賀正俊（1610-1681） - 室賀満俊の養子